# أوليفر شانتي
أوليفر شانتي (ولد 16 نوفمبر 1948 في هامبورغ باسم أولرش شولتز (بالألمانية: Ullrich Schultz)) هو موسيقي من العصر الجديد، اشتهر بأعماله مع فرقتي إنكارنيشن (بالإنجليزية: Inkarnation)‏ وأوليفر شانتي وأصدقاءه (بالإنجليزية: Oliver Shanti & Friends)‏. ألقي القبض عليه في لشبونة في البرتغال يوم 29 يونيو 2008، واتهم بتورطه في 314 حالة تحرش جنسي بالأطفال يوم 20 أبريل 2009. حكمت عليه المحكمة بالسجن لمدة 6 سنوات وعشرة أشهر بإدانته في 76 حالة.

## روابط خارجية
- أوليفر شانتي على موقع ميوزك برينز (الإنجليزية)
- أوليفر شانتي على موقع أول ميوزيك (الإنجليزية)
- أوليفر شانتي على موقع ديسكوغز (الإنجليزية)
- أوليفر شانتي على موقع ديسكوغز (الإنجليزية)